# メドニン県
メドニン県（メドニンけん、アラビア語：ولاية مدنين、英語：Medenine Governorate） は、チュニジアの県である。チュニジアの南東に位置する。ガベス湾に面しており、チュニジア最大の島ジェルバ島を擁する。人口は433,000人（2004年）、面積は8,588km2。県都はメドニンである。

## 隣接する県
- ヌカート・アル・ハムス県
- ナールート県
- タタウイヌ県
- ケビリ県
- ガベズ県